# الدبيرات (الفقرة)
الدبيرات هو دُوَّار يقع بجماعة الفقراء أولاد عامر، إقليم برشيد، جهة الدار البيضاء سطات في المملكة المغربية. ينتمي الدوّار لمشيخة الفقرة التي تضم 8 دواوير. يقدر عدد سكانه بـ 642 نسمة حسب الإحصاء الرسمي للسكان والسكنى لسنة 2004.

## روابط خارجية
- البوابة الوطنية للجماعات الترابية
- المندوبية السامية للتخطيط